# Father of the Bride Part II
Father of the Bride Part II (titulada Vuelve el padre de la novia en España y Ahora también abuelo en Hispanoámerica) es una película de 1995 protagonizada por Steve Martin. Es una secuela de Father of the Bride y un remake de la versión original Father's Little Dividend.

## Sinopsis
Los problemas de la familia continúan para George Banks. Al haber sobrevivido al matrimonio de su hija en la primera película, debe lidiar con su embarazo.
Todo comienza en la casa de George acomodando las cosas para la llegada de su hija Annie y su esposo Bryan y los padres de éste para contar una noticia (George tiene miedo de que su hija se vaya a Boston), pero acaban descubriendo por parte de Matty que Annie está embarazada, lo que deja a George nervioso con la idea de que va a ser abuelo y tiene ideas negativas de su yerno. Pronto George se hace un cambio de look total para verse más joven y acaba haciendo el amor con su esposa Nina. Pasan los días y George vende la casa por las múltiples goteras que tiene y encuentra que Nina se siente extraña cuando van al médico; este les dice que Nina está embarazada y George se abruma con la idea, lo que acaba por hacerle desmayarse. Cuando se encuentran en el pasillo con Frank y su asistente Howard, estos se enteran de que Nina está embarazada y deciden hacerle un baby shower a ella y a Annie, cuando llegan a la casa de Annie para decirle la noticia, esta empieza a llorar con la noticia producto de las hormonas y George se pelea con Nina mientras esta vive en la casa de los padres de Bryan que están de viaje. George recupera la casa antes de ser demolida, se reconcilia con su esposa y luego pasa los meses; ahora viéndose a Nina con un embarazo de dos meses en su floristería y a Annie también de dos meses en su trabajo, George decide construir un cuarto para los bebés. A la noche George recibe una visita inesperada de su hija y ella le cuenta que recibió una propuesta de trabajo en Boston para después de su embarazo, pero su esposo Bryan no quiere irse y se pelearon cuando esté llega y habla con ella, George se da cuenta de lo malo que fue con él. Pasan los meses y ahora en temporada de calor se ve a Annie despidiéndose de su esposo que fue a viajar para ver un trabajo. Ahora ella con un embarazo de ocho meses igual que su madre, pasan los días y el día de parto de Annie no llega solo con falsas alarmas acercándose a la semana de su madre, George no aguanta las madrugadas, así que va al hospital y decide tomarse unas pastillas para dormirse que le dio Frank; cuando Matty le da los panes de la cena, George se queda dormido y todos se desesperan hasta que Annie le dice a su madre por su nombre que ha llegado la hora. En el hospital George se despierta antes de que le hagan una revisión de las próstata y llega con su hija y su esposa; ahí conoce a la doctora Megan Eisenberg que les dice que el doctor de ellos ha viajado y luego de hablar con ellos se percata de algo en Nina, George habla con su hija de lo feliz que está y decide salir a hablar con la doctora que él dice que Nina está en trabajo de parto; luego de enterarse por parte de Nina va con Annie que está con Frank y ella le pregunta por su madre y él al decirle que Nina está en trabajo de parto hace que Annie también entrara en trabajo al decirle a Frank que es su amigo y que se turnen por la sala, se encuentra que Nina tiene más contracciones y luego va con Annie que va a irse a la sala de parto y luego regresa a la sala de Nina que tiene más contracciones y la doctora le dice que quizás dé a luz al mismo tiempo que su nieto luego se encuentra con su yerno y lo agradece por hacerlo abuelo. Luego afuera George espera y escucha un lloriqueo de un bebé y luego otro luego llega una enfermera y le pone en sus brazos a su nieto y otra enfermera llega con su hija y la coloca en su otro brazo. Pasan los meses y Annie va con su esposo y su hijo a Boston y George; se queda con su hija llamada Megan como la doctora que hizo nacer a ella y a su sobrino, George acaba diciéndole que le enseñará los movimientos de basquetball que le enseñó a su hija mayor.

## Elenco
- Steve Martin como George Banks.
- Diane Keaton como Nina Banks.
- Kimberly Williams-Paisley como Annie Banks-MacKenzie.
- Kieran Culkin como Matty Banks.
- George Newbern como Bryan MacKenzie.
- Martin Short como Franck Eggelhoffer.
- B. D. Wong como Howard Weinstein.
- Peter Michael Goetz como John MacKenzie.
- Kate McGregor Stewart como Joanna MacKenzie.
- Eugene Levy como Mr. Habib.
- Jane Adams como Dr. Megan Eisenberg.

## Taquilla
La película debutó en el número 2.